# Vasile Pușcașu
Vasile Pușcașu (* 2. května 1956 Bârsănești, Rumunsko) je bývalý rumunský zápasník.
Třikrát startoval na letních olympijských hrách. V roce 1988 vybojoval na hrách v Soulu zlatou medaili ve volném stylu v kategorii do 100 kg a v roce 1984 na hrách v Los Angeles bronzovou medaili ve stejné kategorii. Při své olympijské premiéře v roce 1980 v Moskvě obsadil v této kategorii 6. místo.
V roce 1987 vybojoval stříbrnou, v roce 1977 a 1979 bronzovou medaili na mistrovství světa. V roce 1987 vybojoval stříbrnou, v roce 1978 a 1979 bronzovou medaili na mistrovství Evropy.